# Agnieszka Mastalerz-Migas
Agnieszka Mastalerz-Migas (ur. 1976 we Wrocławiu) – polska lekarka, specjalistka w dziedzinie medycyny rodzinnej, nauczyciel akademicki, doktor habilitowany nauk medycznych, profesor UMW, konsultant krajowa w dziedzinie medycyny rodzinnej.

## Życiorys
W 2001 ukończyła studia w Wydziale Lekarskim Akademii Medycznej we Wrocławiu. Specjalistka w zakresie medycyny rodzinnej (2008).
Stopień doktora nauk medycznych uzyskała w 2005 w Akademii Medycznej we Wrocławiu na podstawie rozprawy pt. 8-hydroksy-2-deoksyguanozyna (8-OHdG) jako biomarker procesów utleniających, oznaczany metodą immunoenzymatyczną u chorych z przewlekłą niewydolnością nerek leczonych hemodializami. W 2015 w Uniwersytecie Medycznym im. Piastów Śląskich we Wrocławiu uzyskała stopień naukowy doktora habilitowanego na podstawie cyklu prac pt. Ocena skuteczności szczepienia przeciwko grypie u pacjentów przewlekle hemodializowanych oraz u ludzi zdrowych; analiza czynników wpływających na poszczepienną odpowiedź immunologiczną. Profesor w Uniwersytecie Medycznym im. Piastów Śląskich we Wrocławiu.
Zawodowo związana z Uniwersytetem Medycznym im. Piastów Śląskich we Wrocławiu, w którym jest kierownikiem Katedry i Zakładu Medycyny Rodzinnej, a także Centrum Medycznym AD-Med we Wrocławiu.
Od 2020 konsultant krajowy w dziedzinie medycyny rodzinnej.
Od 2019 prezes Zarządu Głównego Polskiego Towarzystwa Medycyny Rodzinnej.
Członkini zespołów eksperckich przy Ministrze Zdrowia, w tym m.in. Zespołu ds. zmian w podstawowej opiece zdrowotnej (przewodnicząca), Zespołu do opracowania strategii rozwiązań systemowych w zakresie podstawowej opieki zdrowotnej, Zespołu do spraw pilotażu programu psychiatrii środowiskowej w ramach Narodowego Programu Ochrony Zdrowia Psychicznego. Członek Prezydium Rady Ekspertów przy Rzeczniku Praw Pacjenta.
Autorka lub współautorka blisko 200 publikacji oraz kilkunastu monografii i podręczników. Redaktor naczelna czasopisma „Lekarz POZ”.

## Nagrody i odznaczenia
- Odznaka Honorowa Zasłużony dla Województwa Dolnośląskiego (2014)
- Brązowy Krzyż Zasługi (2009)[11].
- Statuetka Hipokratesa – wyróżnienie Polskiego Towarzystwa Medycyny Rodzinnej (2008)